# Solpontense Futebol Clube

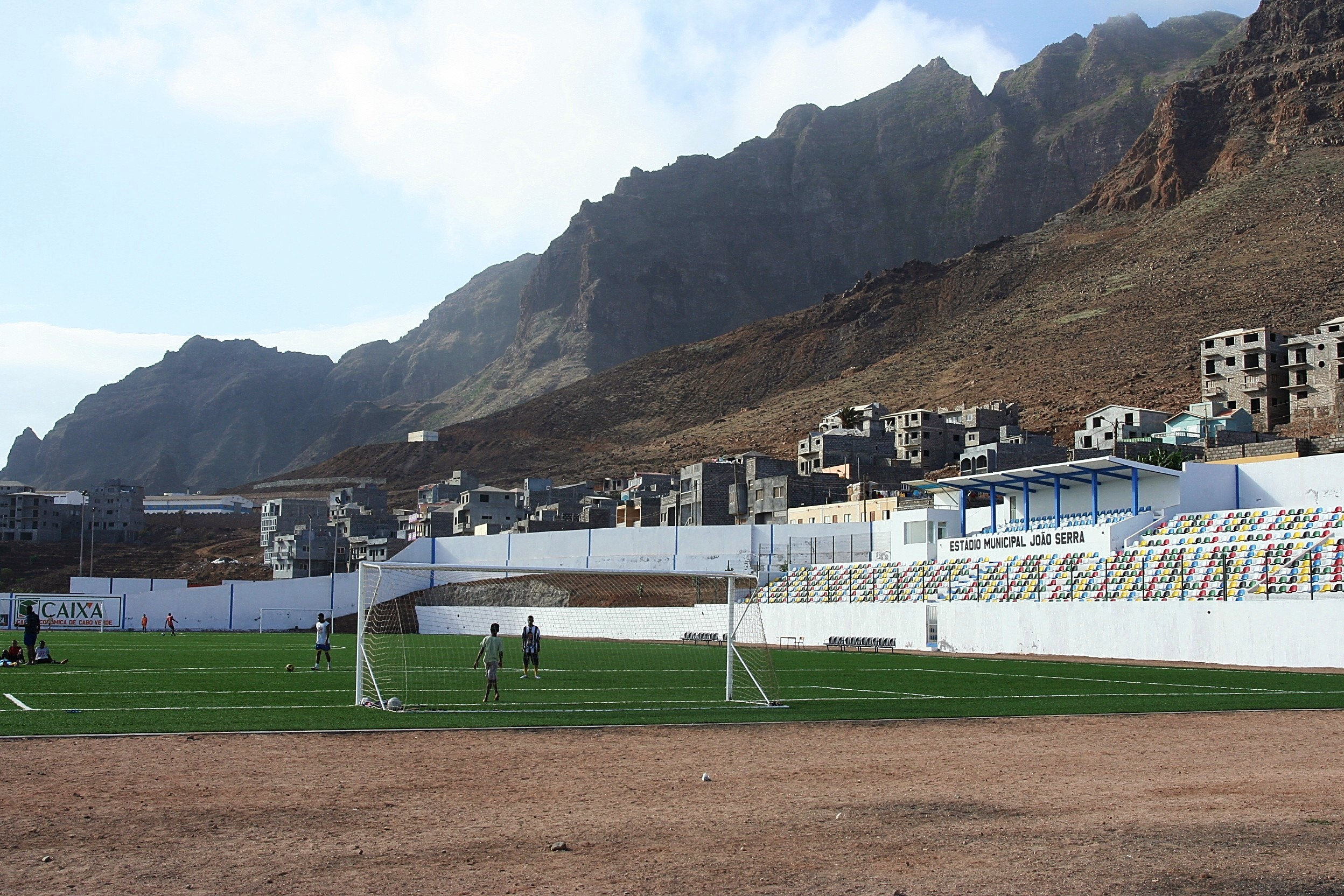
Estádio João Serra, de stadion van Solpontense

Solpontense Futebol Clube is een Kaapverdische voetbalclub. De club speelt in de Santo Antão Eiland Divisie (Noord), op Ponta do Sol in Santo Antão, waarvan de kampioen deelneemt aan het Kaapverdisch voetbalkampioenschap, de eindronde om de landstitel.

## Erelijst
Eilandskampioen van Santo Antão
1998/99, 1999/2000, 2000/01
Eilandskampioen van Santo Antão (Noord)
1998/99, 1999/2000, 2007/08, 2012/13
Santo Antão (Noord) Opening Tournament
1999/00